# José Olaguer-Feliú
José Olaguer Feliú y Ramírez  (Nueva Cáceres, 25 de octubre de 1857 – Madrid, 21 de noviembre de 1929) fue un militar y político español, teniente general del Ejército y ministro de Guerra.

## Biografía

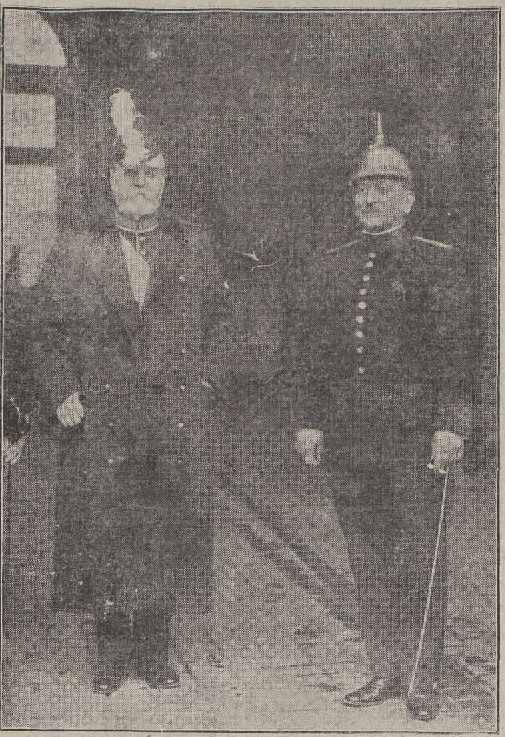
Sánchez Guerra (izq.) junto al Gral. José Olaguer Feliú (der.) al asumir como Ministro de Guerra en marzo de 1922

Nació en la ciudad filipina de Nueva Cáceres el 25 de octubre de 1857, hijo de los españoles José de Olaguer-Feliu y de Ladislaa Ramírez, y nieto de Antonio Olaguer Feliú, virrey del Río de la Plata.
En 1876 ingresó en la Academia de Estado Mayor. En 1882 fue promovido a teniente del cuerpo y sirvió en diversos destinos en la península. En 1890 marchó a Filipinas con el grado de comandante. Fue director de la Escuela de Artes y Oficios de Manila.
Tomó parte activa en numerosas operaciones militares en la Campaña de Filipinas, participó del combate de Caracong de Sile, y alcanzó la victoria al mandar una columna de 600 hombres, hecho de armas que tuvo lugar en la isla de Luzón el 1 de enero de 1897 y por el cual se lo ascendió a teniente coronel y se le otorgó la prestigiosa Cruz de San Fernando. Fue jefe de Estado Mayor de la Comandancia de Luzón.
Un año después fue ascendido al grado de Coronel como recompensa por su actuación en las operaciones de la provincia de Zambales.
Declarada la guerra con Estados Unidos, permaneció en Manila donde prestó inestimables servicios durante el sitio y bloqueo de la plaza. Como segundo jefe de Estado Mayor de la Capitanía General de Manila, fue uno de los jefes militares que intervino en la capitulación de dicha ciudad.
En 1898 regresó a la península con el grado de coronel y en 1902 se lo designa jefe de Estado Mayor de la Capitanía General de Galicia.
En el año 1910 fue ascendido a general de brigada y fue nombrado jefe de Estado Mayor de la Segunda Región, cargo que desempeñó hasta 1915, en el que ascendió a general de división confiriéndosele el mando de la Segunda División. En 1912 obtuvo la Gran Cruz del Mérito Militar.
En 1916 se le concede la gran cruz de la Orden de San Hermenegildo.
En 1917 se lo designó gobernador militar de Cádiz. Estando ese mismo año al mando de la Novena División.
En 1918 fue recibido como miembro académico de la Real Academia Hispano-Americana de Cádiz.
En 1921 ascendió al grado de teniente general pasando a desempeñar el cargo de capitán general de Cataluña hasta 1922 donde fue reemplazado por el teniente general Primo de Rivera, marqués de Estella.
En marzo de 1922, el teniente general José Olaguer Feliú es nombrado ministro de Guerra por José Sánchez Guerra, presidente del Consejo. Olaguer Feliú ocupó la cartera en una de la épocas más difíciles y turbulentas tanto en el orden militar como político: por un lado la Campaña Marroquí agudizada por los titubeos del poder público, después de los sucesos del Desastre de Annual, de julio de 1921 y por otro la actuación de las juntas de defensas militares y en plena agitación de Prensa y parlamentaria, el proceso de responsabilidades derivados del expediente Picasso, presentando a las Cortes el mencionado informe. Renunció en julio de 1922.
Luego fue designado capitán general de la Quinta Región de Aragón.
En agosto de 1923 se lo nombra director general de Carabineros de España, en donde prestó atención y mejoró el vivir penoso y modesto de los carabineros, reduciendo a doce horas su servicio. Logró la ampliación y mejoramiento de los Colegios del cuerpo de Carabineros. También se ocupó de la reparación y en otros casos de la construcción de nuevas casas-cuarteles, creando en algunas, escuelas para los hijos de carabineros a pesar de atravesar los Carabineros como el resto de los Cuerpos de Ejércitos por una época de economía impuesta por el Gobierno. Se ocupó de aumentar las clases y número de plazas en el Colegio de Huérfanos Alfonso XIII, de El Escorial y triplicando el de alumnas huérfanas del Colegio de Madrid de las Hermanas Pastoras.
En 1924 fue condecorado con la Gran Cruz de Cristo por el gobierno de Portugal.
El 14 de diciembre de 1925 fue designado vocal de la Junta Clasificadora de Ascensos de generales, coroneles y asimilados del Ejército.
En 1927 para la Asamblea Nacional Consultiva es elegido Asambleísta como representante del Estado y como representante de Actividades de la Vida Nacional, ejerciendo hasta 1928.
En 1927 por disposición del rey, el teniente general José Olaguer Feliú cesa como director general de Carabineros y pasa a la primera reserva, por edad.
El 21 de noviembre de 1929 fallece en Madrid.

## Condecoraciones
- Medalla de Mindanao.
- Medalla de Alfonso XIII.
- Cruz del Mérito Militar con distintivo rojo.
- Cruz Laureada de San Fernando de primera clase.
- Cruz del Mérito Militar con distintivo blanco.
- Cruz de la Orden de Carlos III.
- Cruz de segunda clase de la Orden Militar de María Cristina.
- Gran Cruz del Mérito Militar con distintivo blanco.
- Caballero gran cruz de la Orden de San Hermenegildo.
- Gran cruz de la Orden Militar de Cristo de Portugal.
- Gran oficial de la Legión de Honor

| Predecesor: Juan de la Cierva y Peñafiel | Ministro de Guerra 1922 | Sucesor: José Sánchez Guerra |